# 伯克利刑法學期刊
伯克利刑法學期刊（Berkeley Journal of Criminal Law）是加州大學伯克利分校法學院出版的法律期刊。 它成立於2000年，當時名為"加利福尼亞刑法評論"(California Criminal Law Review)。2004年更名為"博爾特刑法學期刊"(Boalt Journal of Criminal Law)，最終於2006年更名為現名。伯克利刑法學期刊主要發表關於實體以及程序刑法等新問題的文章，以及"討論加利福尼亞州與其他西部各州獨有之問題的文章"。伯克利刑法學期刊每年1月出版秋季版，6月出版春季版、並且是完全以數位化出版的期刊。伯克利刑法學期刊在華盛頓與李大學法學院的期刊排名榜中位列"刑法學與程序法學期刊"的第6位。
伯克利刑法學期刊是美國最早設立"教師諮詢委員會"(Faculty Advisory Committee)的法律期刊之一，教師諮詢委員會將會在伯克利刑法學期刊出版前審查期刊接受的所有文章。

## 參閱
- 刑法與犯罪學期刊

## 外部連結
- 官方网站